# Pastora Soler
Pour les articles homonymes, voir Soler, Sánchez et Luque.
Pastora Soler, de son vrai nom María del Pilar Sánchez Luque,, née à Coria del Río le 28 septembre 1978, est une chanteuse espagnole.

## Biographie
Chanteuse précoce, elle commence petite à chanter des coplas et des chansons de flamenco pour divers événements. Elle enregistre des versions de chansons classiques de Rafael de León ou Manuel Quiroga et collabore avec des musiciens comme Carlos Jean. De plus, elle compose des chansons et mélange la copla ou le flamenco avec la musique électronique ou le pop.
Elle est sélectionnée pour représenter l'Espagne au Concours Eurovision de la chanson 2012, à Bakou. Directement qualifiée pour la Finale du 26 mai (les demi-finales ayant lieu les 22 et 24 mai), elle y interprétera Quédate conmigo (Reste avec moi). Elle y obtient la dixième place.

## Discographie
- El mundo que soñé, 1992
- Nuestras coplas, 1994
- Fuente de luna, 1999
- Corazón congelado, 2001
- Deseo, 2002
- Pastora Soler, 2005
- Sus grandes éxitos, 2005
- Toda mi verdad, 2007
- Bendita locura, 2009
- 15 Años, 2010
- Una mujer como yo, 2011
- Conóceme, 2013
- 20, 2014